# Corynorhinus townsendii
Corynorhinus townsendii är en däggdjursart som beskrevs av Cooper 1837. Corynorhinus townsendii ingår i släktet Corynorhinus och familjen läderlappar. IUCN kategoriserar arten globalt som livskraftig.
Arten blir med svans 80 till 118 mm lång. Den har en 33 till 57 mm lång svans, 26 till 40 mm långa öron, 34 till 55 mm långa underarmar och en vikt av 6,1 till 19 g. Ovansidan är täckt av ljus eller lite mörkare chokladbrun päls och på undersidan förekommer ljusare brun till beige päls. Corynorhinus townsendii har en påfallande tunn flygmembran. De stora öronen är på hjässan sammanlänkande med varandra. Hos arten förekommer 36 tänder.
Denna fladdermus förekommer främst i västra Nordamerika från British Columbia (Kanada) till södra Mexiko. Dessutom finns två avskilda populationer i centrala respektive östra USA. Habitatet varierar mellan barr- och lövskogar, buskskogar och halvöknar.
Individerna vilar i grottor, i andra naturliga håligheter och konstruktioner som skapades av människan. Vid viloplatsen bildas kolonier som ofta har flera hundra medlemmar. Under sommaren, före ungernas födelse bildar honor avskilda kolonier. Arten föredrar mörka viloplatser. Corynorhinus townsendii håller vinterdvala eller den blir under den kalla årstiden tidvis slö (torpor). Födan utgörs av olika insekter.
Honor har en unge per kull som väger 2,1 till 2,7 gram vid födelsen. Redan tre veckor efter födelsen kan ungen flyga. Honor blir efter fyra månader könsmogna men hanar kan inte para sig före vintern.
Arten jagar med hjälp av ekolokalisering. Vanligen sker parningen före vintern eller i vinterkvarteret. Sedan lagras hannens sädesceller i honans könsorgan fram till våren. Ungarna föds nakna och blinda på grund av att öronen ligger på de stängda ögonen. Modern slutar efter 6 till 8 veckor med digivningen. Corynorhinus townsendii börjar sin jakt på insekter sent efter solnedgången. Den kan nå en hastighet av 19,8 km/h under flyget.

## Underarter
Arten delas in i följande underarter:
- C. t. virginianus
- C. t. townsendii
- C. t. ingens
- C. t. pallescens
- C. t. australis

## Bildgalleri

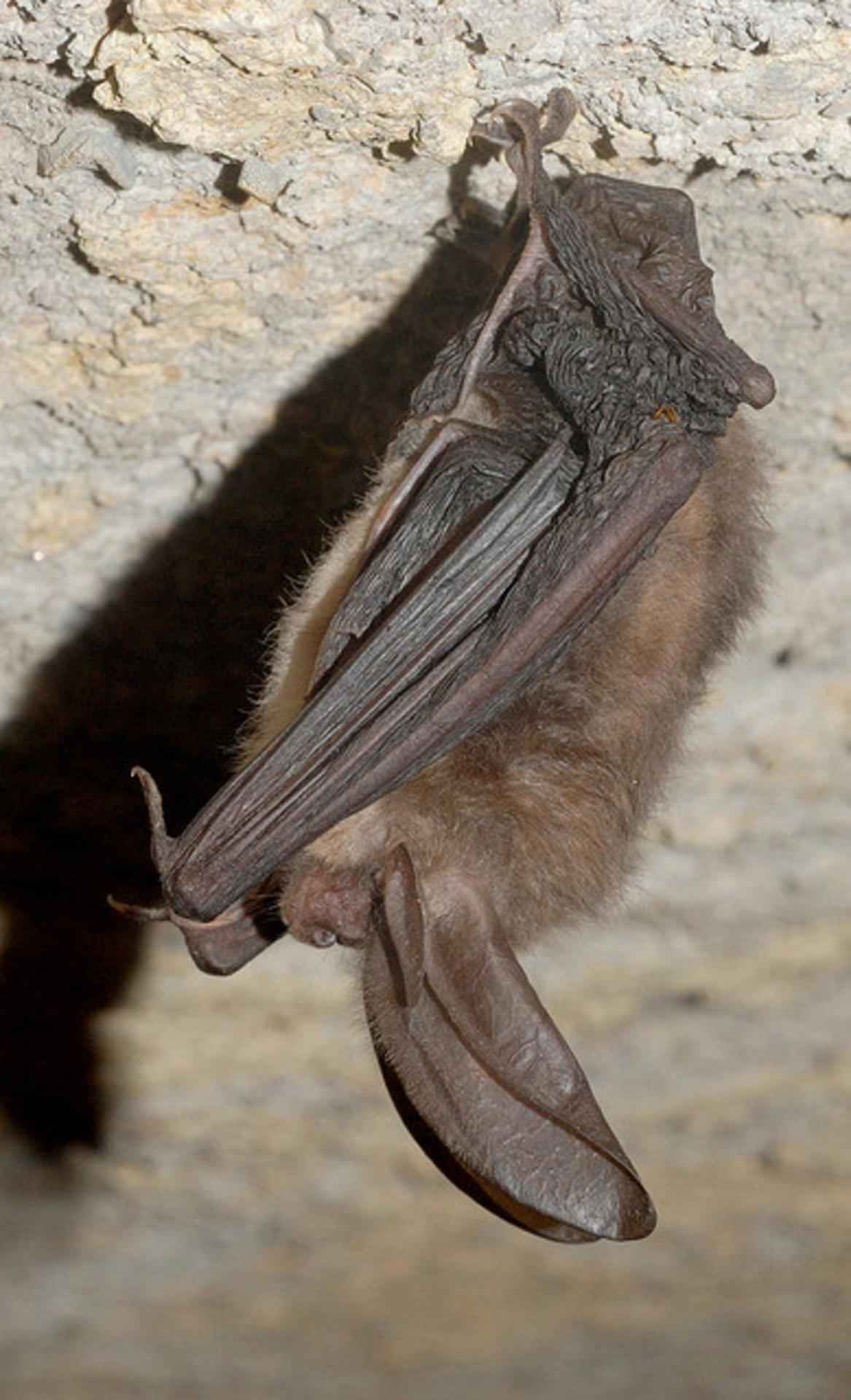
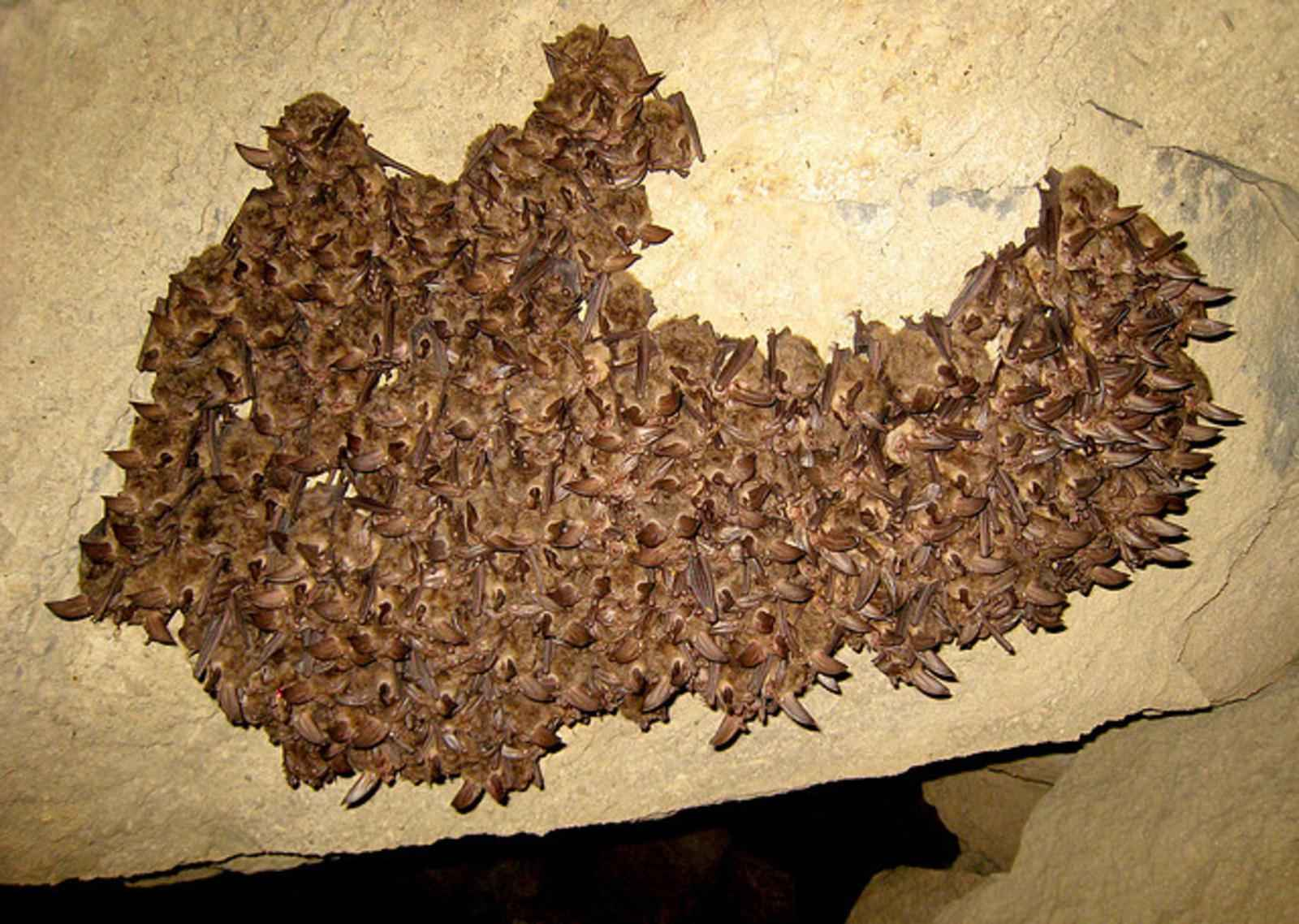
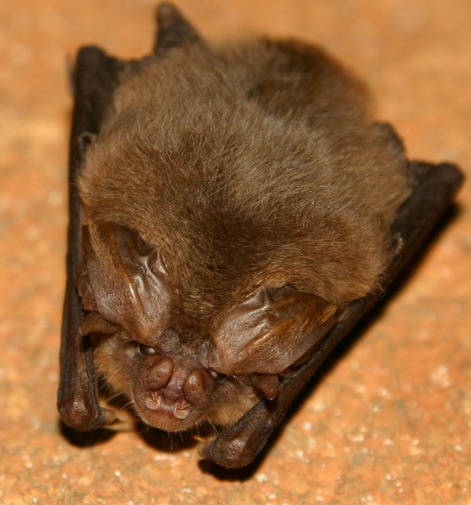
Individ under vinterdvalan med öronen tät på kroppen